# Ellen Burstyn

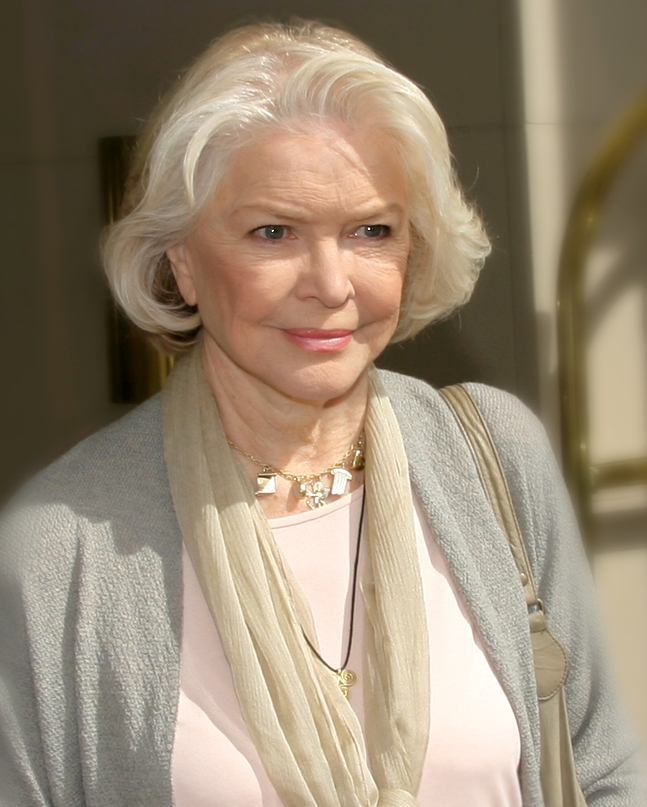
Ellen Burstyn

Ellen Burstyn (n. 7 decembrie 1932, Detroit, Statele Unite ale Americii) este o actriță americană de scenă, voce și film laureată cu premiul Oscar.

## Viață artistică

### Filmografie
- 1974 Alice nu mai locuiește aici (Alice Doesn't Live Here Anymore), regia	Martin Scorsese